# 突變型
突變型是指因為突變而產生的生物體，或是新的遺傳特徵。突變是指基因或是染色體上的DNA發生短暫的結構性變化；而新的遺傳特徵或性狀，則可能是一個在原型（野生型）中不存在的表現。